# Ramaria filicina
Ramaria filicina är en svampart som först beskrevs av Sacc. & P. Syd., och fick sitt nu gällande namn av Corner 1950. Ramaria filicina ingår i släktet Ramaria och familjen Gomphaceae.   Inga underarter finns listade i Catalogue of Life.